# John Hookham Frere

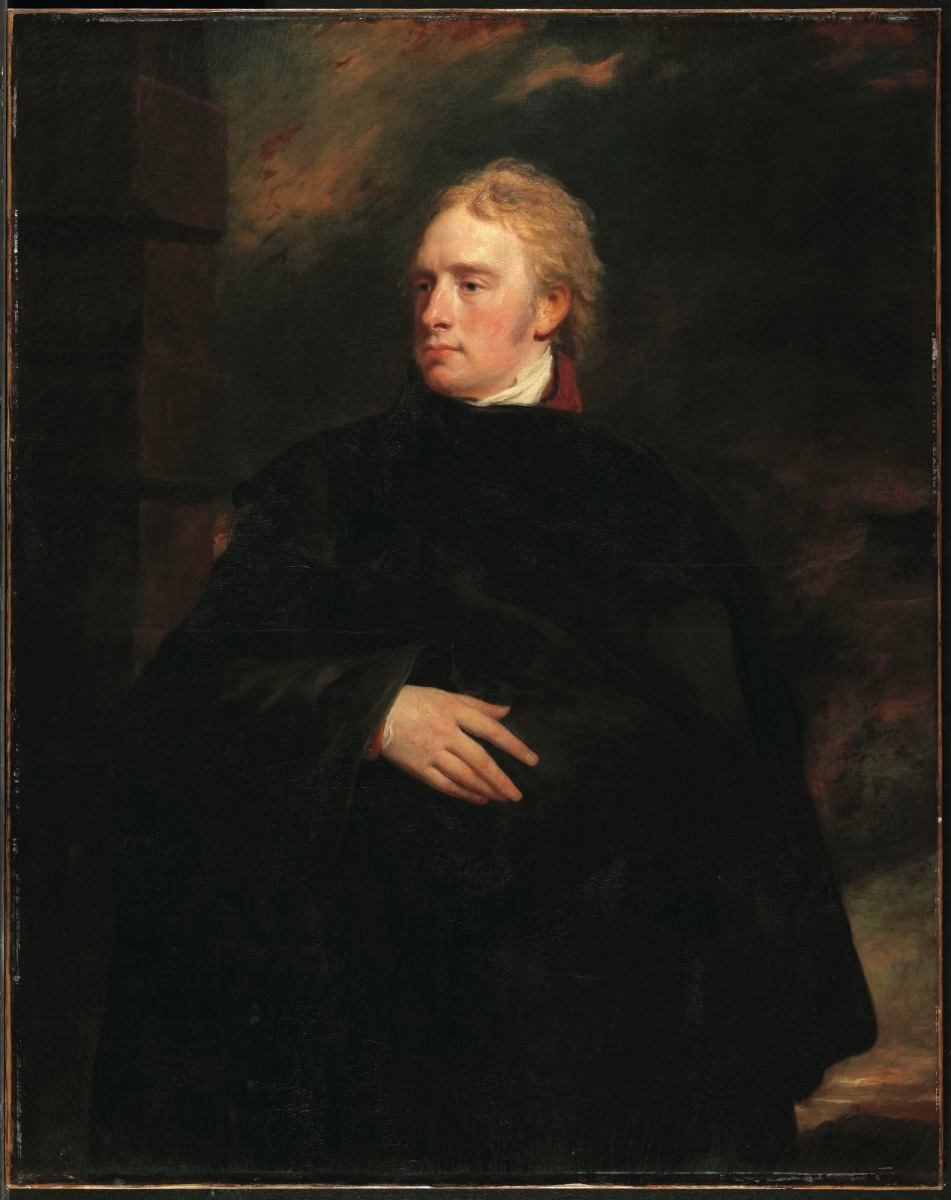
John Hookham Frere. Porträt von John Hoppner (1806)

John Hookham Frere (* 21. Mai 1769 in London; † 7. Januar 1846 in Pietà, Malta) war ein britischer Politiker, Diplomat und Schriftsteller.

## Leben

### Herkunft und frühe Jahre
Er war der Sohn von John Frere und dessen Ehefrau Jane, einer Tochter des wohlhabenden Londoner Kaufmanns John Hookham. John Hookham Frere besuchte ab 1785 das Eton College und schloss dort Freundschaft mit George Canning. Danach ging er zum Caius College in Cambridge, wo er 1792 den akademischen Grad eines Bachelor und 1795 den eines Master erlangte.

### Politische Laufbahn
Er trat in den Dienst des britischen Außenministeriums und war von 1796 bis 1802 Abgeordneter im House of Commons für den Wahlbezirk West Looe in Cornwall. 1799 wurde er Unter-Staatssekretär im Außenministerium.
Im Oktober 1800 wurde John Hookham Frere zum Botschafter in Lissabon ernannt. 1802 wurde er nach Madrid entsandt, wo er zwei Jahre lang blieb, bis er nach einer Meinungsverschiedenheit mit dem Herzog von Alcudia zurückberufen wurde. Dessen ungeachtet gewährte ihm die britische Regierung eine jährliche Rente von 1700 Pfund. Im Jahr 1805 wurde er Mitglied des Kronrats. Er wurde 1807 Gesandter in Berlin, doch scheiterte diese Mission aufgrund des Friedens von Tilsit.

### Konflikte und Krisen
Im Jahr 1808 ging John Hookham Frere als Gesandter zur Junta Suprema Central nach Spanien. Die angespannte Lage in Spanien machte seine Position äußerst verantwortungsvoll und schwierig. Als Napoleon Bonaparte begann, nach Madrid vorzustoßen, stand die Entscheidung an, ob General John Moore, der sich damals in Nordspanien befand, die Besetzung der Hauptstadt Madrid verhindern oder sich besser zurückziehen sollte; und falls Moore den Rückzug antrat, ob dieser nach Portugal oder nach Galicien führen sollte. Frere war der Überzeugung, dass Tapferkeit stets der bessere Weg sei, und drängte General Moore zum Vorstoß, wobei er mindestens einmal die Grenzen seiner Befugnisse überschritt. Nach der Schlacht bei La Coruña beschuldigte die britische Öffentlichkeit Frere, durch seinen Rat die britische Armee in Gefahr gebracht zu haben. Obwohl sein Verhalten durch die Regierung nicht direkt kritisiert wurde, wurde er abberufen und der Marquess of Wellesley zu seinem Nachfolger ernannt. Damit endete seine politische Laufbahn. Er schlug einen Botschafterposten in Sankt Petersburg aus und lehnte zweimal die Erhebung zum Peer ab.

### Ruhestand
Im Jahr 1816 heiratete John Hookham Frere Elizabeth Jemima, die Witwe des Earl of Erroll. Wegen ihrer schwachen Gesundheit zog das Paar 1820 in das Mittelmeergebiet, wo sie sich im April 1821 auf Malta niederließen, das zu jener Zeit eine britische Kronkolonie war. Dort verbrachte er den Rest seines Lebens, wenn er auch noch mehrmals nach Großbritannien reiste. Er widmete sich seinem literarischen Schaffen, das er bereits als Student begonnen hatte; er studierte seine bevorzugten griechischen Autoren und autodidaktisch lernte er Hebräisch sowie Maltesisch. Britischen Besuchern der maltesischen Inseln gewährte er gern seine Gastfreundschaft, und bei seinen maltesischen Nachbarn war er wegen seiner Höflichkeit und Wohltätigkeit angesehen. Unter anderem war er Mäzen des maltesischen Sprachwissenschaftlers Mikiel Anton Vassalli.
John Hookham Frere starb an seinem Wohnsitz in Pietà und wurde auf dem Msida Bastion Cemetery beigesetzt.

## Werke
Freres gesammelte Werke wurden 1871 von seinen Neffen W. E. Frere und Henry Bartle Frere veröffentlicht, diese Werkausgabe erfuhr 1874 eine zweite Auflage. Besondere Bekanntheit erlangten seine Übersetzungen von Werken des griechischen Komödiendichters Aristophanes (Die Acharner, Die Frösche, Die Ritter und Die Vögel) ins Englische. Daneben schrieb er Langgedichte, die Burleske Monks and Giants – die er unter dem Pseudonym Whistlecraft veröffentlichte, und aus der Lord Byron das Versmaß für seinen Don Juan entlehnte – und war Mitautor der Streitschrift Anti-Jacobin, die sich gegen die Französische Revolution richtete.